# Mario Arpino

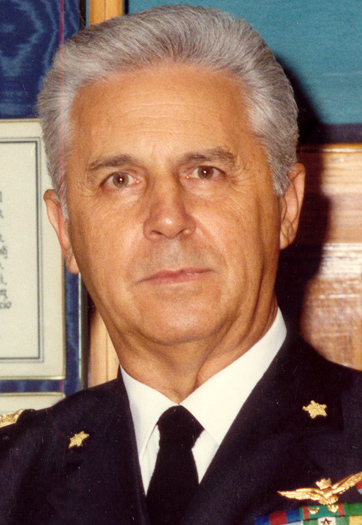
Mario Arpino (2016)

Mario Arpino (* 20. Juli 1937 in Tarvis) ist ein italienischer General im Ruhestand. Er befehligte im Golfkrieg (1991) einen dort eingesetzten Verband der italienischen Luftwaffe. 1995 wurde er Stabschef der italienischen Luftwaffe, 1999 Generalstabschef der italienischen Streitkräfte.

## Werdegang
Arpino besuchte von 1956 bis 1959 die Luftwaffenakademie und wurde 1960 Pilot. In der Folge diente er vorwiegend in Jagdstaffeln, wo er hauptsächlich Flugzeuge vom Typ „Starfighter“ flog. Er absolvierte die Generalstabslehrgänge an den Führungsakademien der Luftwaffe und der Streitkräfte. Er befehligte u. a. eine Staffel für Elektronische Kampfführung und einen Lufttransportverband. Von 1987 bis 1989 leitete Arpino die italienische Luftwaffenakademie.
Von Oktober 1990 bis März 1991 koordinierte er im Kommandostab der Koalition in Riad die Einsätze einer italienischen Tornado-Staffel, die von einem Stützpunkt in den Vereinigten Arabischen Emiraten aus am Golfkrieg teilnahm.
Von 1995 bis 1999 stand er als Stabschef an der Spitze der italienischen Luftwaffe, die im Zug einer Gesamtreform der Streitkräfte tiefgreifend umstrukturiert wurde. Maßgeblichen Einfluss auf Arpinos Reformarbeit hatten die Erfahrungen, die er während des Golfkrieges im Kommandostab in Riad gesammelt hatte.
Von 1999 bis 2001 war Mario Arpino Generalstabschef der italienischen Streitkräfte. In dieser Funktion setzte er die Reformarbeit seines Vorgängers, Admiral Guido Venturoni, fort. Arpinos Nachfolger wurde General Rolando Mosca Moschini.
Arpino erhielt zahlreiche Auszeichnungen und brachte es in seiner Karriere als Pilot auf über 5.000 Flugstunden.